# Capitainerie d'Ilhéus
La Capitainerie d'Ilhéus était l'une des quinze capitaineries héréditaires en lesquelles fut initialement divisé le Brésil à l'époque coloniale. Elle fut créée au début du XVIe siècle et donnée à Jorge de Figueiredo Correia en 1534. 
Elle se situait sur le littoral du Brésil, dans l'actuel État de Bahia, entre ce qui constitue aujourd'hui les municipalités d'Itaparica et Comandatuba. Vers l'est, son territoire s'étendait à peu près jusqu'à Brasília. Au nord, elle était bordée par la capitainerie de la Baie de Tous les Saints et au sud par la capitainerie de Porto Seguro.
En 1535, son propriétaire envoie un militaire, Francisco Romero, pour occuper le territoire et administrer la colonie. Romero s'installe à l'embouchure du rio Cachoeira et fonde en 1536 ce qui deviendra la ville de São Jorge dos Ilhéus, aujourd'hui simplement Ilhéus. La cohabitation pacifique entre les colons mené par Romero et les indigènes, des indiens tupiniquins, vaut à la colonie une certaine prospérité.
Intégrée en 1761 à la capitainerie de la Baie de Tous les Saints (de même que la capitainerie de Porto Seguro) après une longue bataille juridique, elles donneront plus tard naissance à l'État de Bahia.